# Patrick Harrison

a Compétitions nationales et continentales officielles uniquement.

b Matchs officiels uniquement.
Dernière mise à jour le 26 décembre 2024.
Patrick Harrison, né le 20 juin 2002 à Édimbourg (Écosse), est un joueur international écossais de rugby à XV jouant au poste de talonneur à Édimbourg Rugby.

## Biographie
Après un passage à la Scottish Rugby Academy, Patrick Harrison rejoint le centre de formation d'Édimbourg Rugby à partir de la saison 2020-2021.
Il fait ses débuts professionnels à seulement 18 ans, entrant en jeu contre les Dragons lors de la septième journée de Pro14 de la saison 2020-2021. Cette saison-là, il est sélectionné pour la première fois en équipe d'Écosse des moins de 20 ans pour le Tournoi des Six Nations des moins de 20 ans 2021.
En tout début de saison 2021-2022, il est prêté aux Wasps pour un court terme. En 2022, il est de nouveau convoqué avec les moins de 20 ans écossais pour le Tournoi des Six Nations, puis pour les Six Nations Summer Series la même année.
La saison suivante, il est prêté aux London Irish.
En 2023-2024, il fait son retour à Édimbourg Rugby mais obtient peu de temps de jeu à cause de la concurrence à son poste venant de David Cherry et Ewan Ashman. Il est appelé pour la première fois en équipe d'Écosse par Gregor Townsend pour la tournée d'été 2024 en Amérique. Il obtient sa première cape avec le XV du Chardon lors du match de la tournée, face au Chili remporté 52 à 11.
Il est ensuite sélectionné pour la tournée d'automne. Il joue un seul match pendant cette tournée : une victoire 59 à 21 contre le Portugal,.
En 2025, il est sélectionné pour le Tournoi des Six Nations.